# Раунхајм
Раунхајм (њем. Raunheim) град је у њемачкој савезној држави Хесен. Једно је од 14 општинских средишта округа Грос-Герау. Према процјени из 2010. у граду је живјело 14.741 становника. Посједује регионалну шифру (AGS) 6433010.

## Географски и демографски подаци
Раунхајм се налази у савезној држави Хесен у округу Грос-Герау. Град се налази на надморској висини од 90 метара. Површина општине износи 12,6 km². У самом граду је, према процјени из 2010. године, живјело 14.741 становника. Просјечна густина становништва износи 1.169 становника/km².

## Међународна сарадња
| Мјесто      | Држава               | Врста сарадње | Од    |
| ----------- | -------------------- | ------------- | ----- |
| Ширамине    | Јапан                | контакт       | 1984. |
| Трофарело   | Италија              | партнерство   | 1986. |
| Кру-Нантвич | Уједињено Краљевство | пријатељство  | 1981. |
|             | Француска            | партнерство   | 1973. |
| Извор       |                      |               |       |